# 佛瑞亞溫
佛瑞亞溫（Fréawine），是英國作家約翰·羅納德·瑞爾·托爾金（J.R.R. Tolkien）的史詩式奇幻作品《魔戒三部曲》中的虛構人物。
他是洛汗（Rohan）第五任國王。

## 名字
佛瑞亞溫（Fréawine）一名是古英語，意思是「王與友」Lord and friend或「佛瑞亞之友」Friend of Fréa。

## 總覽
佛瑞亞溫屬於北方人（Northmen）分支中的洛汗人（Rohirrim），是國王佛瑞亞（Fréa）的兒子及繼承人。不清楚他有沒有任何兄弟姊妹。他的兒子是葛德溫（Goldwine）。
他是洛汗第五位國王，也是王室第一支系的第五位國王。他任內洛汗處於長期和平之中，進入繁盛富裕的年代。
他生於第三紀元2594年，死於2680年，享年86歲。

## 生平
佛瑞亞溫在第三紀元2594年出生，應該是首都伊多拉斯（Edoras）出生。2659年，他的父親佛瑞亞去世，由佛瑞亞溫繼位。
2680年，佛瑞亞溫去世，結束了21年的統治，由他的兒子葛德溫繼位。

## 資料來源
1. 1 2 3 4 5 6 7  《魔戒三部曲》 2001年 聯經初版翻譯 附錄一帝王本紀及年表
2. ↑  .   [2011-12-02]. （原始内容存档于2012-01-07）.
3. ↑  .   [2011-12-02]. （原始内容存档于2020-02-21）.

| 前任： 佛瑞亞 | 洛汗國王 | 繼任： 葛德溫 |